# Cultura de Amira

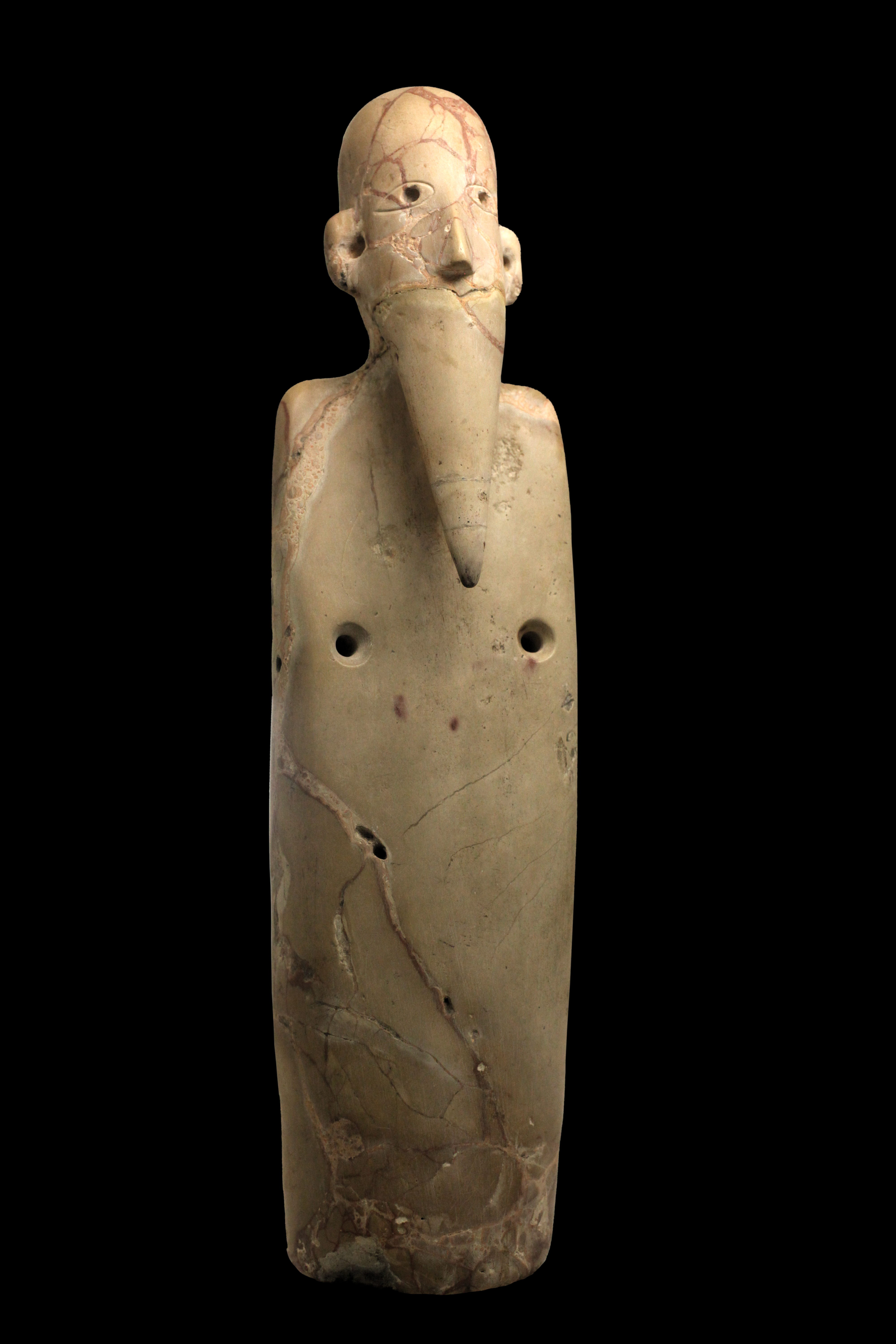
Figurinha representando homem barbudo

A cultura de Amira (Nacada I) durou de 4000-3 500 a.C. e foi principalmente atestada nos sítios de Amira (o primeiro sítio genuinamente amiratiano) e Nacada, embora tenha subsistido em outros sítios importantes (Hieracômpolis, Abidos, etc.). Este período assistiu à ascensão de elites regionais poderosas como evidenciado pelo espólio tumular sofisticado localizado em diversos cemitérios amiratianos (especialmente o cemitério T de Nacada), contudo, como este processo tomou parte no Alto Egito é inconclusivo: alguns argumentam que a adoção de um estilo agrícola plenamente sedentário no Alto Egito, em vista da imprevisibilidade das cheias do Nilo, obrigou cidades e povoações unirem-se entre si em um sistema inter-regional que propiciou mudanças importantes nas condições econômicas e competição socioeconômica, além disso, impulsionou o gradativo surgimento de estados regionais e uma elite dominante (vinculada ao seu poder político por formas ativas e simbólicas) dotada de contingente militar que geriu o novo meio econômico; outros argumentam que tal processo foi consequência da grande especialização artesanal ocasionada pelo comércio com regiões distantes (Oriente Próximo, Núbia).

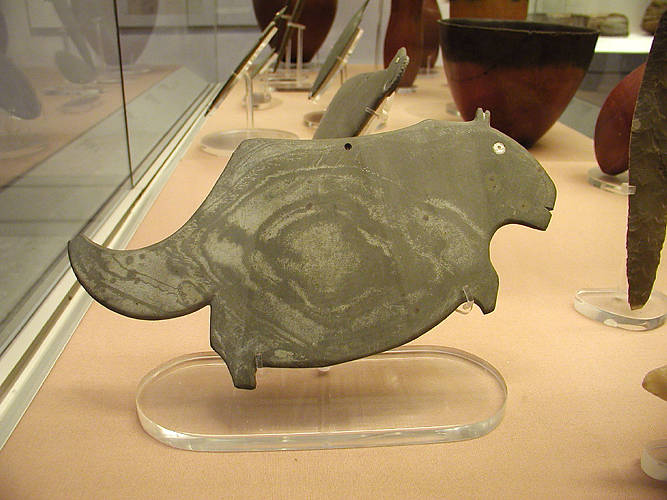
Paleta cosmética zoomórfica

Muitos sítios evidenciam fases ocupacionais distintas (o que indica que foram sazonais) e suas residências foram produzidas no estilo pau a pique ou com paredes de vime, embora haja evidências de que no final do período as edificações foram erigidas utilizando-se tijolos. Os sepulcros amiratianos eram covas ovais onde os mortos eram depositados contraídos com a cabeça para o sul e o corpo para a esquerda, vestiam tangas, eram forrados por esteiras e, por vezes, possuíam almofadas de tecido ou couro sob a cabeça; enterros mais ricos possuíam caixões de madeira ou argila e possuíam numeroso espólio tumular. Enterros de bovinos são evidenciados tendo estes possivelmente atendido a exigências rituais, pois em muitos túmulos ricos foram encontrados chifres.

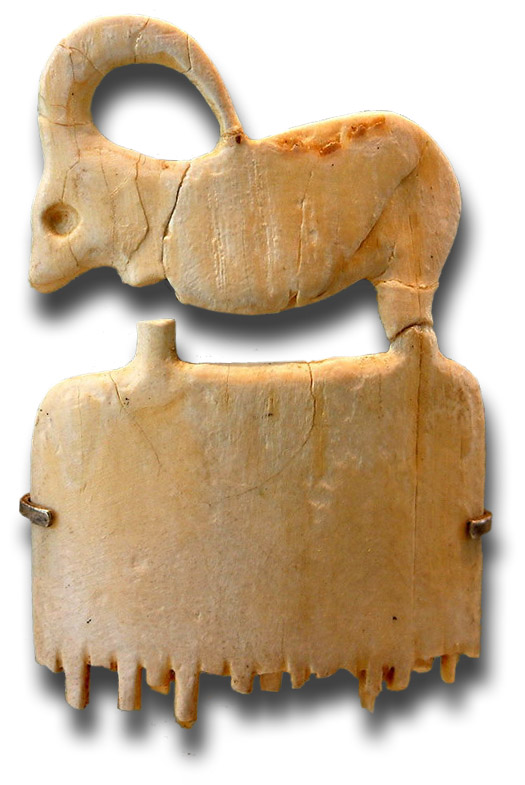
Pente nacadano

A cerâmica vermelha com parte superior preta continuou a ser produzida embora a tendência foi de vasos vermelhos com decoração abstrata (geométrica) ou figurativa (animais, pessoas, barcos); decaiu entre D. S. 30 e 39 no sistema de Datação Sequencial de Petrie. Foram produzidos manufaturados em osso e marfim (colheres, furadores, pentes, punções, agulhas, figuras humanas com barba triangular e toca), pedra (lâminas bifaciais com borda serrilhada, facas romboidais, cabeças de clavas discoides, vasos de basalto, contas de cornalina, paletas geométricas e zoomórficas de grauvaque e ardósia) e cobre (pinos, arpões, grânulos, pulseiras e imitações de ferramentas), assim como faiança e esteatita vítrea.
A economia era baseada na caça (gazelas, gansos, hipopótamos, crocodilos, elefantes, avestruzes), pesca, pecuária (ovinos, caprinos, suínos, bovinos, cães), agricultura (trigo, cevada, linho, ervilhas, ervilhacas, frutas) e comércio (obsidiana, cobre, vasos lápis-lazúli) com o Oriente Próximo (Palestina, Mesopotâmia, Afeganistão), Núbia e oásis. A cidade de Nacada era conhecida na antiguidade como "Nubt", que significa ouro, o que possivelmente indica que tal local prosperou durante o período graças a extração de tal minério do deserto.